# Neue Konservatiw
Neue Konservatiw jest koncertowym albumem grupy Laibach, zarejestrowanym podczas ich pierwszego "Occupied Europe Tour". Został wydany w limitowanej edycji 1000 egzemplarzy.

## Lista utworów
1. "Vier Personen" – 5:37
2. "Nova akropola" – 13:12
3. "Vade retro Satanas" – 4:47
4. "Die Liebe" – 5:20
5. "Du der Herausfordest" – 4:11
6. "Der Staat" – 10:19